# Colapso de ecosistemas
Un ecosistema está colapsado cuando es prácticamente seguro que las características bióticas o abióticas que lo definen han desaparecido de todas las ocurrencias, y la biota nativa característica ya no es sostenida. El colapso de ecosistemas puede ser reversible y por lo tanto no es equivalente a la extinción de especies. El término también se aplica al colapso ecológico.
El mar de Aral es un ejemplo de colapso de un ecosistema por una combinación de factores que provocaron la reducción de su área, el cambio de las condiciones abióticas y su composición biótica.

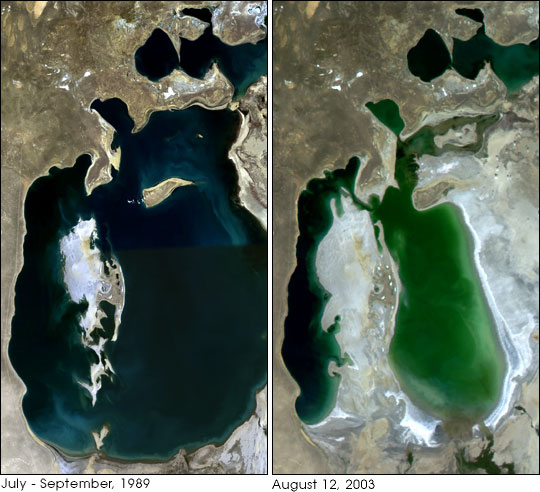
Comparación entre el estado del mar de Aral en 1989 y el 12 de agosto de 2003. El mar de Aral se considera como un ejemplo de un ecosistema Colapsado (CO). (origen de la imagen: NASA)

## Análisis de riesgo de colapso de ecosistemas

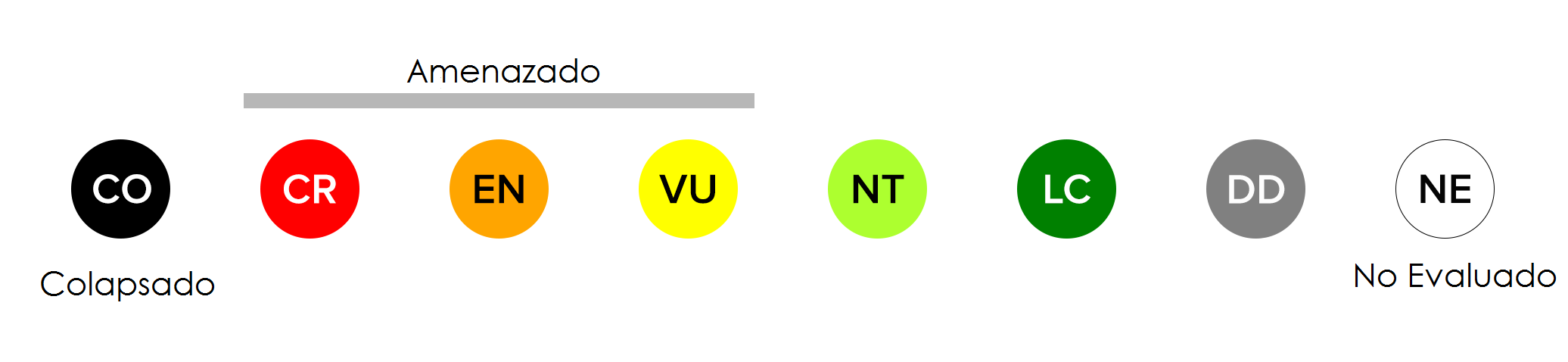
Esquema de categorías para clasificar los ecosistemas según los criterios de la Lista Roja de Ecosistemas de UICN.

La Lista Roja de Ecosistemas de la UICN propone un método consistente para la evaluación del riesgo de colapso de un ecosistema. La categoría de Colapsado (CO) se usa de forma análoga a la categoría de Extinto (EX) en la Lista Roja de Especies Amenazadas.